# چاناداپاتسا
چانادآپاتسا (به مجاری:  Csanádapáca) یک منطقهٔ مسکونی در مجارستان است که در ناحیه اوروش‌هازا واقع شده‌است. چانادآپاتسا ۵۱٫۳۱ کیلومتر مربع مساحت و ۲٬۵۲۷ نفر جمعیت دارد.